# Schnelle (Krug)

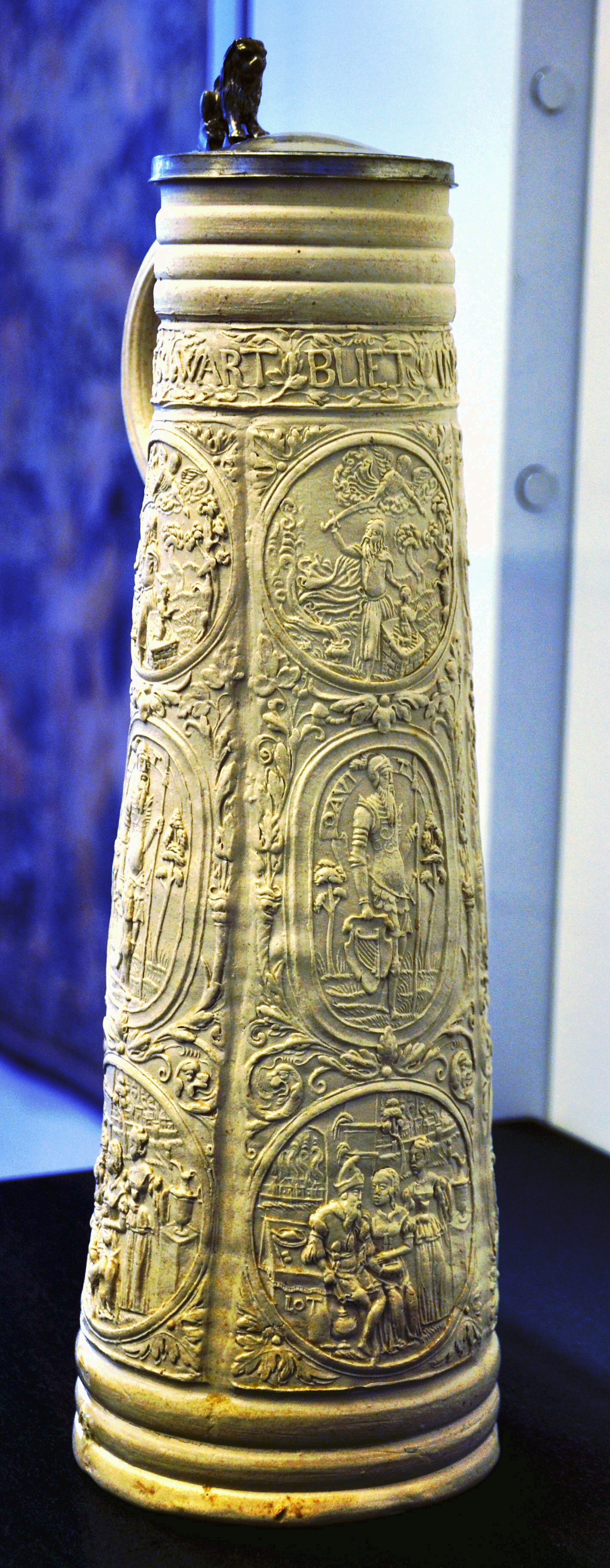
Schnelle mit Zinndeckel, Siegburg, 1560–1570; weißes Steinzeug, salzglasiert; Museum Angewandte Kunst, Frankfurt am Main

Eine Schnelle ist ein schlanker, hoher, zylindrisch sich nach oben verjüngender Bierkrug aus weißlich-grauem, weißlich-gelbem oder braunen Steinzeug mit Henkel und metallenem Deckel. Nachfolger der Schnelle in der zweiten Hälfte des 17. Jahrhunderts waren der gedrungenere Humpen und der bauchige und niedrigere Henkelkrug, beide ebenfalls meist mit Zinndeckeln.
Schnellen sind unter anderem im Hetjens-Museum in Düsseldorf, im Töpfereimuseum Langerwehe und im Töpfereimuseum Raeren (Belgien), aber auch beispielsweise im Philadelphia Museum of Art zu besichtigen. Das Eschweiler Altstadtsträßchen Schnellengasse ist vermutlich nach der Schnelle benannt, welche dort im Jahre 1656 von einem Bierbrauer angeschafft und rasch beliebt wurden.
Besonders bekannt sind die Siegburger Schnellen. Diese wurden im 16. Jahrhundert und 17. Jahrhundert in Siegburg angefertigt und sind meist reich mit Allegorien verziert. Zu dieser Zeit gehörte Siegburg zum Herzogtum Berg unter Wilhelm dem Reichen (1539–1592), und deswegen sind häufige Motive auf Schnellen das Wappen von Jülich-Kleve-Berg und das Porträt Wilhelm des Reichen.